# Howie Lockhart
Howard Bond „Howie“ Lockhart (* 22. April 1897 in North Bay, Ontario; † 2. August 1956 in Haliburton, Ontario) war ein kanadischer Eishockeytorwart, der während seiner aktiven Karriere zwischen 1911 und 1927 unter anderem für die Toronto St. Patricks, Quebec Bulldogs, Hamilton Tigers und Boston Bruins in der National Hockey League spielte.

## Karriere
Lockhart spielte zunächst für die Teams aus seiner Geburtsstadt North Bay, ehe er 1916 begann, seinen Militärdienst im Ersten Weltkrieg abzuleisten. Dabei spielte er in der Saison 1916/17 für das Toronto 228th Battalion in die National Hockey Association. Dies blieben zunächst seine einzigen Profieinsätze, da er zwischen 1917 und 1919 aufgrund seines Wehrdienstes für selbiges Bataillon nicht in der Lage war, den Sport auszuüben.
Im Dezember 1919 – nach Beendigung des Ersten Weltkriegs – schloss sich der Torhüter den Toronto St. Patricks aus der National Hockey League an, die ihn im Saisonverlauf an die Quebec Bulldogs ausliehen und im Dezember 1920 schließlich an die Hamilton Tigers abgaben. Bei den Tigers spielte Lockhart bis zum Ende der Spielzeit 1921/22.
Nach einem erneuten Jahr Pause spielte der Torwart in den Spielzeiten 1923/24 und 1924/25 sporadisch für die Toronto St. Patricks und Boston Bruins, ehe er zwischen 1925 und 1926 erneut pausierte. Seine letzte Spielzeit als Aktiver absolvierte er bei den neu formierten Hamilton Tigers in der ebenfalls neu gegründeten Canadian Professional Hockey League.

## NHL-Statistik
(Legende zur Torhüterstatistik: GP oder Sp = Spiele insgesamt; W oder S = Siege; L oder N = Niederlagen; T oder U oder OT = Unentschieden oder Overtime- bzw. Shootout-Niederlage; Min. = Minuten; SOG oder SaT = Schüsse aufs Tor; GA oder GT = Gegentore; SO = Shutouts; GAA oder GTS = Gegentorschnitt; Sv% oder SVS% = Fangquote; EN = Empty Net Goal; 1 Play-downs/Relegation; Kursiv: Statistik nicht vollständig)